# 523 Ada
523 Ada este un asteroid din centura principală, descoperit pe 27 ianuarie 1904, de Raymond Dugan.